# Пишкера
43° 43′ 11″ N 15° 25′ 50″ E / 43.71972° С; 15.43056° И
Пишкера је острвце у хрватском дијелу Јадранског мора. Налази се у Корнатском архипелагу око 1,5 km јужно од залива Ропотница на Корнату. Дио је Националног парка Корнати. Њена површина износи 2,66 km², док дужина обалске линије износи 10,646 km. Највиши врх је висок 127 m. Грађена је од кречњака кредне старости. Административно припада општини Муртер-Корнати у Шибенско-книнској жупанији.